# Com Que Voz
Com Que Voz é um disco de Amália Rodrigues, gravado em duas noites (7 e 8 de Janeiro de 1969)  mas que só foi editado em Março de 1970.
Conta novamente com a colaboração de Alain Oulman  desta vez a ser o único compositor ao contrário dos álbuns Busto e Fado Português, em que apareciam outros compositores. O seu filho Nicholas Oulman fez um documentário sobre o pai a que deu o nome de Com Que Voz/With What Voice.
Em 2010 foi reeditado em edição especial  o álbum original remasterizado com Raridades e 15 gravações inéditas.

## Descrição do álbum
Considerado por muitos como a obra-prima absoluta de Amália, gravado no final de uma década seminal da carreira da fadista, Com que Voz foi um ponto-limite inultrapassável - 12 composições originais de Alain Oulman sobre poetas clássicos (Camões) ou contemporâneos (Mourão-Ferreira, Alegre, O'Neill), acompanhadas ao estrito classicismo de guitarra e viola.
Um EP com os temas "Formiga Bossa-Nossa", "Viuvinha", "Havemos de Ir A viana" e "Cravos de Papel" foi editado ainda em 1969.

## Prémios e reconhecimento
O disco recebeu em Itália o "IX Prémio della critica discografia italiana". Em França foi nomeado no Palmarés du Grand Prix du disque 1975 - Grand Prix de La Ville de Paris.
Foi um dos três discos de Amália seleccionados pelo jornal Público aquando da escolha dos melhores discos portugueses. A revista Blitz também o incluiu na lista dos melhores discos da década de 1970.

## Alinhamento
- Naufrágio (Cecília Meireles)
- Maria Lisboa (David Mourão-Ferreira)
- Trova Do Vento Que Passa (Manuel Alegre)
- Com Que Voz (Luís de Camões)
- Cravos De Papel (António de Sousa)
- As Mãos Que Trago (Cecília Meireles)
- Gaivota (Alexandre O'Neill)
- Havemos De Ir A Viana (Pedro Homem de Mello)
- Cuidei Que Tinha Morrido (Pedro Homem de Mello)
- Formiga Bossa Nova (Alexandre O'Neill)
- Meu Limão De Amargura (José Carlos Ary dos Santos)
- Madrugada De Alfama (David Mourão-Ferreira)

CD Bónus (2010)
Com Que Voz - Naufrágio - Cravos De Papel - As Mãos Que Trago - Viuvinha (popular) - Havemos De Ir A Viana - Formiga Bossa Nova - Nós As Meninhas (Pero de Viviães) - Partindo-se (João Roiz de Castelo Branco) - Amor Sem Casa (Teresa Rita Lopes) - Madrugada De Alfama - Alfama (José Carlos Ary dos Santos) - Rosa Vermelha (José Carlos Ary dos Santos) - Meu Amor É Marinheiro (Manuel Alegre)

## Posições
| Paradas (1970)                 | Posições |
| ------------------------------ | -------- |
| Portugal - AFP                 | 1        |
| França - SNEP                  | 10       |
| Estados Unidos - Billboard 200 | 153      |

| País / Certificadora | Certificação | Vendas  |
| -------------------- | ------------ | ------- |
| Portugal AFP         | 7× Platina   | 350.000 |
| Brasil ABPD          | Platina      | 250.000 |
| França SNEP          | Platina      | 400.000 |
| Espanha PROMUSICAE   | Ouro         | 50.000  |
| Bélgica BEA          | Ouro         | 20.000  |
| Itália FIMI          | Platina      | 100.000 |
| Japão Oricon         | Ouro         | 50.000  |
| Países Baixos BEA    | Ouro         | 15.000  |